# Marta Wiecka
Marta Anna Wiecka, DC, řeholním jménem Maria (12. ledna 1874, Nowy Wiec – 30. května 1904, Sňatyn) byla polská římskokatolická řeholnice kongregace Milosrdných sester svatého Vincence de Paul. Katolická církev ji uctívá jako blahoslavenou.

## Život
Narodila se dne 12. ledna 1874 ve vesnici Nowy Wiec jako třetí ze třinácti dětí Marceliu Wieckovi a Paulině Kamrowské. Jeden z jeho bratří Jan se stal knězem. Pokřtěna byla dne 18. ledna 1874 ve farním kostele ve vesnici Szczodrowo. Roku 1876 vážně onemocněla tak, že byla na pokraji smrti, avšak nakonec se uzdravila, což bylo připisováno přímluvě Panny Marie.
V dětství pomáhala s domácími pracemi a starala se o své sourozence. Byla známá svou hlubokou oddaností ke sv. Janu Nepomuckému. Dne 8. září 1866 přijala poprvé svátost pokání a dne 3. října 1866 první svaté přijímání.
V šestnácti letech chtěla vstoupit do kongregace Milosrdných sester svatého Vincence de Paul, avšak kvůli nízkému věku nebyla přijata. Ve věku 18 let zkusila do kongregace vstoupit znovu, kdy byla poslána do řeholního domu v Krakově, kde byla dne 26. dubna 1892 přijata. Přijala řeholní jméno Maria. Dne 12. dubna 1893 přijala řeholní hábit kongregace. Po noviciátu byla poslána pracovat jako zdravotní sestra do nemocnice ve Lvově (dnešní Ukrajina). Dne 15. listopadu 1894 byla přesunuta do nemocnice v Pidhajci a v roce 1899 do Bochnie. Dne 15. srpna 1897 složila na slavnost Nanebevzetí Panny Marie své první řeholní sliby.
Roku 1899 se jí dostalo vidění ukřižovaného Ježíše Krista. Do roku 1902 sloužila v nemocnici v Sňatyni.
Roku 1904 dostala horačku a její zdravotní stav se začal zhoršovat. Zemřela dne 30. května 1904 v Sňatyni na tyfus provázený horečkou a zápalem plic. V Śniatyni na hřbitově je také pohřbena.

## Úcta
Její beatifikační proces započal dne 9. října 1997, čímž obdržela titul služebnice Boží. Dne 20. prosince 2004 jej papež sv. Jan Pavel II. podepsáním sekretu o jejích hrdinských ctnostech prohlásil za ctihodnou. Dne 6. července 2007 byl uznán zázrak na její přímluvu, potřebný pro její blahořečení.
Blahořečena pak byla dne 24. května 2008 v parku Bogdan Chmielnecki ve Lvově. Obřadu předsedal jménem papeže Benedikta XVI. kardinál Tarcisio Bertone.
Její památka je připomínána 30. května. Bývá zobrazována v řeholním oděvu.